# Abandonware
Abandonware (от англ. abandon — забросить, оставить; и software — программное обеспечение) — программное обеспечение (операционная система, текстовый процессор, компьютерная игра или медиафайл), которое больше не выставляется на продажу и не поддерживается компанией-производителем; от такого продукта производитель больше не получает доходов.
Термин не имеет юридической силы, и большая часть abandonware не является общественным достоянием, и по законам большинства государств, права распространения данного программного обеспечения продолжают принадлежать компании-изготовителю — такое abandonware не может легально распространяться без разрешения правообладателя. Однако чаще всего правообладатель не занимается преследованием их самовольных распространителей, поскольку они не являются ему конкурентами и не наносят материального ущерба, превышающего расходы на преследование.
Во многих случаях принадлежность прав на abandonware-программы не ясна и выяснение надлежащего правообладателя само по себе требует значительных затрат. В некоторых случаях какая-либо компания или сайт получает разрешение от производителя на распространение такой программы, но чаще всего abandonware распространяется без специального разрешения.